# Altınyayla (district)
Altınyayla is een Turks district in de provincie Burdur en telt 5.610 inwoners (2007). Het district heeft een oppervlakte van 363,7 km². Hoofdplaats is Altınyayla.
De bevolkingsontwikkeling van het district is weergegeven in onderstaande tabel.
| 1997  | 2000  | 2007  |
| ----- | ----- | ----- |
| 6.967 | 6.793 | 5.610 |